# Vena gastro-omental izquierda
La vena gastroepiploica izquierda recibe ramas de las superficies antero-superior y postero-inferior del estómago y del epiplón mayor; corre de derecha a izquierda a lo largo de la curvatura mayor del estómago y termina en el comienzo de la vena esplénica.
La vena esplénica y la vena mesentérica superior se unen para formar la vena porta hepática.